# Matteo Malucelli (cyclisme)
Pour les articles homonymes, voir Matteo Malucelli.
Matteo Malucelli (né le 20 octobre 1993 à Forlì) est un coureur cycliste italien.

## Biographie
Matteo Malucelli décroche en 2018 son diplôme d'ingénieur en mécanique, au sein de l'Université de Forli, en Émilie-Romagne. Sa thèse est basée sur un nouveau type de vélo électrique adapté à un capteur de puissance.
En 2017, il devient coureur professionnel au sein de l'équipe continentale professionnelle Androni Giocattoli. Il remporte trois courses dans l'Est de l'Europe.
En 2018, il obtient sept succès sur trois continents, tous au sprint. En 2019, il rejoint l'équipe espagnole Caja Rural-Seguros RGA, qui a également une licence continentale professionnelle.

## Palmarès sur route

### Par années
- 2012
  - 3e du Trophée Lampre
- 2013
  - 3e du Mémorial Polese
- 2015
  - 3e étape de l'An Post Rás
  - 10e étape du Tour du Portugal
  - 3e du Circuito del Porto-Trofeo Arvedi
- 2016
  - 3e, 4e et 6e étapes du Tour du Maroc
  - 1re étape du Tour de Slovaquie
  - 4e et 8e étapes du Tour du lac Poyang
  - 3e de La Popolarissima
- 2017
  - 1re et 4e étapes du Tour de Bihor
  - 2e étape du Tour de Slovaquie
- 2018
  - 1re et 3e étapes du Tour du Táchira
  - 2e étape du Tour de Bretagne
  - 2e étape du Tour d'Aragon
  - 1re étape du Tour de Bihor
  - 1re étape du Tour du Venezuela
  - 1re étape du Tour de Chine I
- 2021
  - 1re étape du Tour du Táchira
- 2022
  - 1re étape du Tour d'Antalya
  - 1re étape du Tour de Sicile
- 2024
  - 1re et 8e étapes du Tour du Japon
  - Tour de Bulgarie : 
    - Classement général
    - 1re, 3e et 5e étapes

  - 1re étape du Tour du Frioul-Vénétie Julienne
  - 2e, 7e et 8e étapes du Tour de Langkawi
- 2025
  - 1re étape du Tour de Hainan
  - 8e étape du Tour de Turquie

### Classements mondiaux
| Année                                 | 2015 | 2016  | 2017 | 2018 | 2019  | 2020 | 2021  | 2022  | 2023 | 2024 |
| ------------------------------------- | ---- | ----- | ---- | ---- | ----- | ---- | ----- | ----- | ---- | ---- |
| Classement mondial                    |      | 1021e | 874e | 719e | 1326e | nc   | 1151e | 1139e | 527e | 420e |
| UCI Europe Tour                       | 275e | 972e  | 623e | 787e | 913e  | nc   | 852e  | 807e  | nc   | nc   |
| UCI Asia Tour                         | nc   | nc    | 389e | 260e |       |      |       |       |      |      |
| UCI America Tour                      | nc   | nc    | 329e | 159e |       |      |       |       |      |      |
| UCI Africa Tour                       | nc   | 106e  | nc   | nc   |       |      |       |       |      |      |
|                                       |      |       |      |      |       |      |       |       |      |      |
| Légende : nc = non classéSource : UCI |      |       |      |      |       |      |       |       |      |      |

## Palmarès sur piste

### Championnats nationaux
- 2011
  - 2e du championnat d'Italie de vitesse par équipes juniors
  - 2e du championnat d'Italie de l'omnium juniors
- 2014
  - 3e du championnat d'Italie de poursuite par équipes
- 2015
  - 2e du championnat d'Italie de vitesse par équipes